# Kántor (televíziós sorozat)
A Kántor 5 részes, fekete-fehér magyar krimisorozat, melyet 1975–76-ban forgattak, Szamos Rudolf Kántor nyomoz és Kántor a nagyvárosban című könyve alapján.
Főszereplője a híres magyar rendőrkutya, Kántor. A sorozat látványtervezője Nagy Vilmos volt. A NDK-ban is bemutatták Kantor fahndet (Kántor nyomoz) címmel.

## Szereplők
- Madaras József – Tóti Tibor (Csupati) őrmester/törzsőrmester/főtörzsőrmester (5 epizód)
- Tuskó – Kántor (5 epizód)
- Szilágyi Tibor – Sátori Géza főhadnagy/százados (5 epizód)
- Horváth Sándor – Bokor István százados/őrnagy (5 epizód)
- Fekete Tibor – Szálkai Ferenc alezredes (3 epizód)
- Keres Emil – ezredes (2 epizód)
- Pintér Tamás (hangja: Végvári Tamás) – Németh Pista (2 epizód)
- Cserhalmi György – Herceg (1 epizód)
- Máriáss József – Szántai László, trafikos (1 epizód)
- Benkő Péter – Kuti hadnagy (2 epizód)
- Bujtor István – John Banna/Bálint János (1 epizód)
- Benkő Gyula – Laták Kálmán (1 epizód)
- Láng József – Káldi Sándor főhadnagy (2 epizód)
- Somogyvári Rudolf – Mr. Kelly/Kelei Tivadar (1 epizód)
- Deák Sándor – Bálint Károly, erdész (1 epizód)
- Lőte Attila – Varga László (1 epizód)
- Dancsházi Hajnal – Judit (1 epizód)
- Takács Katalin – Kitti (1 epizód)
- Horesnyi László – Paku Pál (1 epizód)
- Kenderesi Tibor – Zalai, bányaigazgató (1 epizód)
- Vogt Károly – 'Jackey' Hollai János (1 epizód)
- Boross János – Pierre (1 epizód)
- Szilágyi Eta – Ica (1 epizód)
- Major Pál – Csiti Aladár (1 epizód)
- Horváth József – Falábú Dömötör (1 epizód)
- ifj. Elek Ottó – Kenesei tizedes (1 epizód)
- Galgóczy Imre – Szabó hadnagy (1 epizód)

## Epizódlista
| #  | Cím                 | Rendező       | Író           | Premier            |
| -- | ------------------- | ------------- | ------------- | ------------------ |
| 1. | A külvárosi őrszoba | Nemere László | Szamos Rudolf | 1976. november 11. |
| 2. | A postarablás       | Nemere László | Szamos Rudolf | 1976. november 18. |
| 3. | Az erdész halála    | Nemere László | Szamos Rudolf | 1976. november 25. |
| 4. | Havas történet      | Nemere László | Szamos Rudolf | 1976. december 2.  |
| 5. | Az ellopott vonat   | Nemere László | Szamos Rudolf | 1976. december 9.  |

## Érdekességek
- Szamos Rudolf szerint a Rex felügyelő a Kántor sorozat parafrázisa.[1]
- Kántort a filmsorozatban fia, az előnyösebb külsejű, de jóval szerényebb képességű Tuskó alakította.[2] Apjáéval együtt az ő kitömött teste is megtalálható a rendőrség-történeti Múzeumban, és egy "másolat" a tarnamérai Rendőrmúzeumban.
- Az 5. részben a vízimalmot a film kedvéért építették fel a Cuha-völgyben, a belső jeleneteket viszont Tatán a Cifra-malomban vették fel.[3]
- A sorozat készítésénél természetesen Kántor gazdája, Tóth Tibor is részt vett szakmai tanácsadóként.